# Derneburg

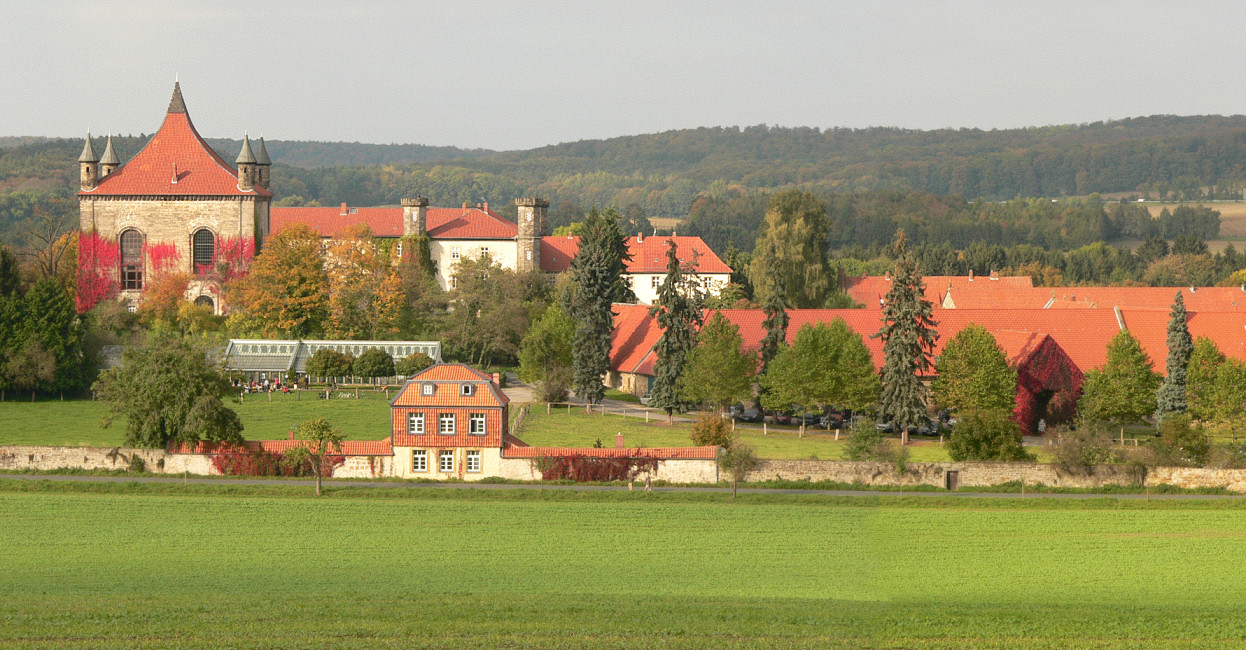
Schloss Derneburg mit Glashaus und Kutscherhaus, rechts die Domäne

Derneburg und Astenbeck sind Ortsteile der Gemeinde Holle im Landkreis Hildesheim. Derneburg liegt im Harzvorland an der Kreisstraße 306 zwischen der Hildesheimer Börde und dem Wohldenberg. Eine Anschlussstelle der Bundesautobahn 7 trägt den Namen Derneburg/Salzgitter. Astenbeck liegt rund einen Kilometer von Derneburg entfernt. Die Orte liegen idyllisch an einem Flusstal, wo die Nette in die Innerste mündet. Die Ortsgeschichte wurde seit dem 13. Jahrhundert durch das Kloster Derneburg bestimmt, das im 19. Jahrhundert in das Schloss Derneburg umgewandelt wurde.

## Geschichte
Am 1. März 1974 wurde Derneburg in die Gemeinde Holle eingegliedert.

### Derneburg und Astenbeck

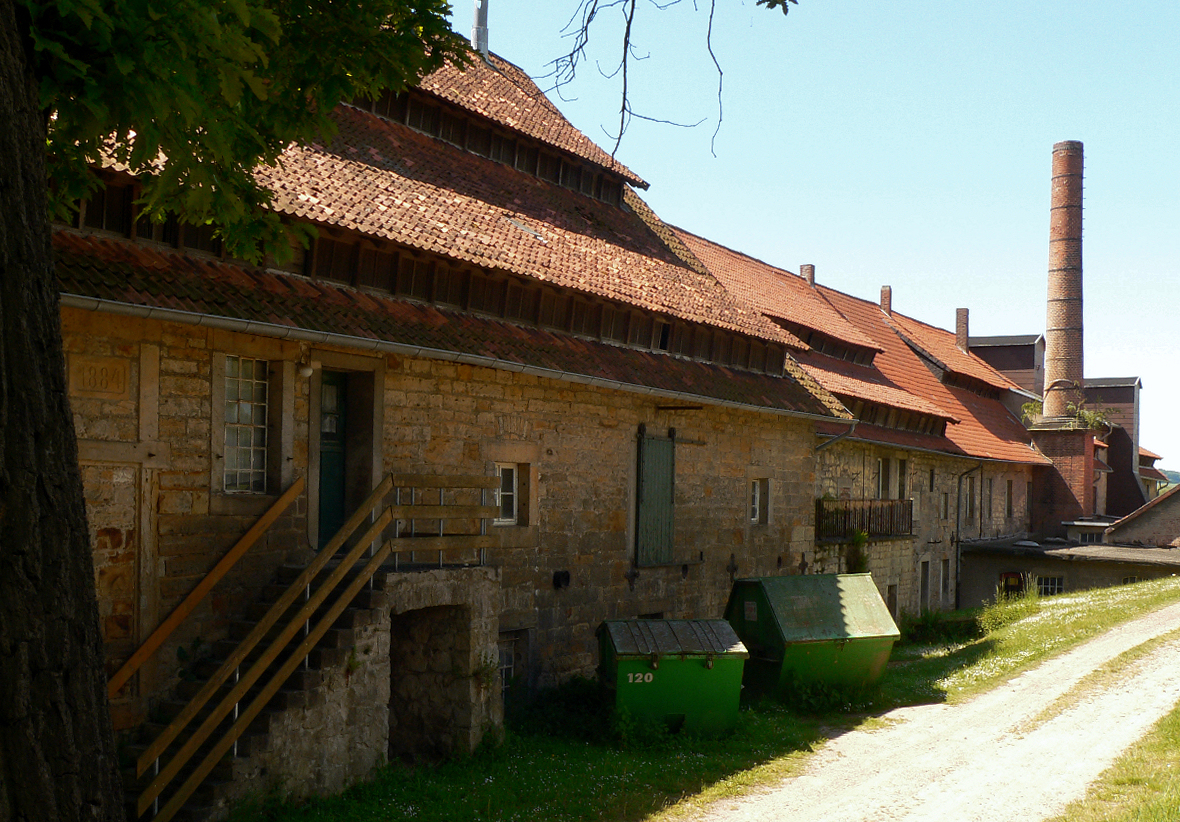
Brennereigut Astenbeck (heute nicht mehr in Betrieb)

Obwohl sich Derneburg und Astenbeck dem Besucher heute als zwei räumlich voneinander getrennte Orte präsentieren, gehören sie doch zusammen. Derneburg ist die größere Siedlung, die in mehreren Abschnitten zwischen 1960 und 1973 entstand. Im 12. Jahrhundert bestand Derneburg nur aus einem Herrenhof, der dem Grafen Hermann I. von Winzenburg gehörte.
Astenbeck ist ein 826 erstmals urkundlich erwähntes Dorf mit ca. 1000 Morgen Land. Seit dem Mittelalter gehört es mit Derneburg zu einem gemeinsamen Gutsbezirk. Astenbeck wird durch einige ältere Wohnhäuser, vor allem durch die 1818 errichtete Kornbrennerei und die (nunmehr geschlossene) Gutsschenke des Fürsten zu Münster, geprägt.

### Kloster- und Schlossgeschichte

#### Klosterperiode

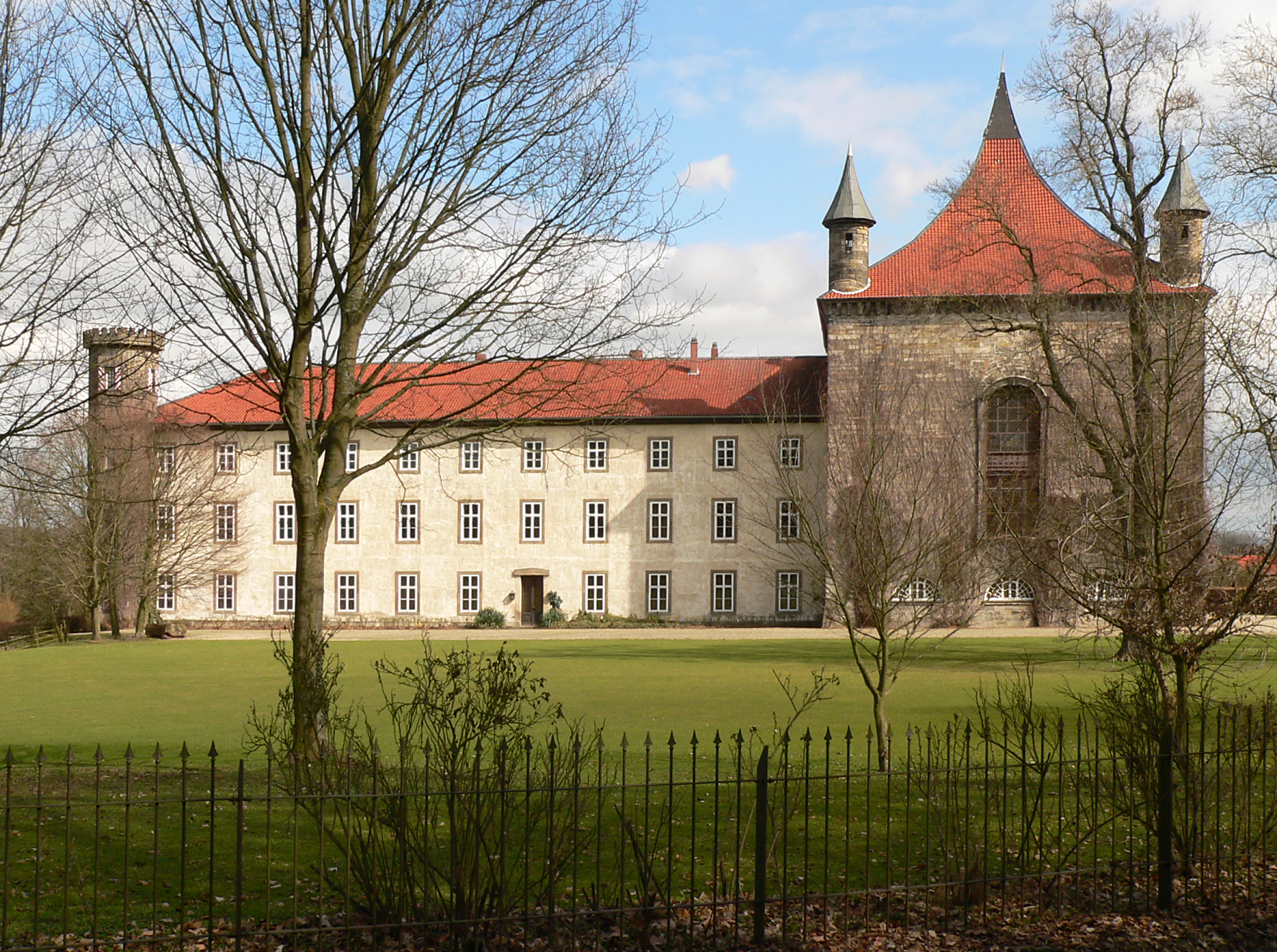
Schloss Derneburg (Westseite)

Ursprünglich stand in Derneburg ein Herrenhof, den die Brüder Hermann I. und Heinrich von Winzenburg von Burchard I. von Loccum zum Lehen hatten. Hermann ermordete 1130 seinen Lehnsherren. Daraufhin übergab sein Sohn Hermann II. als Sühne für die Tat seines Vaters seinen Hof in Derneburg dem Bischof Bernhard I. von Hildesheim mit der Maßgabe, ein Nonnenkloster zu gründen. Dies entstand 1213, als der Konvent der Augustiner-Nonnen von Holle nach Derneburg verlegt wurde. In den darauf folgenden 10 Jahren erweiterte das Kloster seinen Besitz und fügte diesem unzählige Grundstücke und Zehntabgaben der umliegenden Dörfer hinzu. Anfang des 14. Jahrhunderts verarmte das Kloster und 1370 erfolgte die Exkommunikation. 1443 kam das Kloster an die Zisterzienser, die Nonnen aus dem Kloster Wöltingerode nach Derneburg schickten.
Im Jahr 1523 stellte sich die Klosterpfarrei St. Andreas im Rahmen der Hildesheimer Stiftsfehde unter den Schutz Erichs I. von Calenberg, weil immer wieder Plünderungen durch Reiter Herzog Heinrichs II. stattfanden. Kloster Derneburg – als Exklave Calenbergs – wurde deshalb erst 1543 durch die Kirchenvisitation der Markgräfin Elisabeth von Brandenburg, Fürstin von Calenberg-Göttingen, reformiert.
Mit der Reformation im 16. Jahrhundert wurde das Kloster in ein lutherisches Jungfrauenstift umgewandelt, das sich bis ins 17. Jahrhundert im Besitz der Herzöge von Braunschweig befand. 1643, nach der Wiederherstellung des Bistums Hildesheim in Vorbereitung des Westfälischen Friedens, wurde das Kloster rekatholisiert und 1651 als Filiation von Zisterziensermönchen aus der rheinischen Abtei Altenberg besiedelt. Durch mehrfache Plünderungen und Kontributionen während des Dreißigjährigen Krieges waren die Gebäude zerrüttet; die Mönche trafen noch drei alte Stiftsdamen an.
Die Zisterzienser begannen mit einer regen Bautätigkeit, ergriffen Maßnahmen zur Landschaftsverbesserung rund um den Klosterstandort. Mit zisterziensischen Wasserbaukunst regulierten sie die Gewässer und gewannen Äcker und Weideland. Von 1735 bis 1749 schufen die Zisterzienser die barocke Klosterkirche (Baumeister Johann Daniel Köppel) und die Gebäude der Domäne. 1803 wurde die Abtei säkularisiert.

#### Umbau zum Schloss
Durch Säkularisation lösten die Preußen 1803 das Kloster mit 14 Mönchen auf und machten es zu einer preußischen Staatsdomäne. Vier Jahre später besetzten französische Truppen das Gut und plünderten es. 1815 fiel Derneburg als Teil des Hochstifts Hildesheim nach dem Wiener Kongress an das welfische Königreich Hannover. König Georg III. schenkte das verwahrloste ehemalige Kloster Derneburg und dessen Grundbesitz dem hannoverschen Minister Ernst Graf zu Münster als Dank für dessen Verhandlungserfolge beim Kongress. Sein Sohn Georg Herbert Graf zu Münster wandelte 1846–1848 das Klostergebäude in ein Schloss um. Die Gebäude bekamen im Zuge von Um- und Neubauten eine architektonische Gestaltung im englisch-gotischen Tudorstil, der in Niedersachsen ungewöhnlich war, aber der Vorstellungswelt des in London aufgewachsenen Grafen entsprach.

### 20. Jahrhundert
Während des Zweiten Weltkriegs war das Schloss ein Lazarett der Wehrmacht, nach dem Krieg ein Lazarett der britischen Rheinarmee. Im Schloss suchten nach dem Krieg viele Heimatvertriebene Zuflucht, so dass ein Flüchtlingslager entstand. Darin lebten in einem Altenbereich fünf Jahre lang rund 250 ältere Menschen. Daraus entstand das St. Josef-Heim der Caritas, das 1952 nach Hildesheim verlegt wurde, da der nach England geflohene Graf zu Münster seine Schlossräume zurückforderte.
1955 erwarb das Land Niedersachsen den Grundbesitz des Schlosses für den Betrieb der früher benachbarten Schlossdomäne. Das Schloss blieb weiter im Besitz der Familie Münster, die es 1975 nach fünf Generationen durch Peter Graf zu Münster für 300.000 DM an den Künstler Georg Baselitz veräußerte. 2006 erwarb der US-amerikanische Broker und Kunstsammler Andrew J. Hall die Immobilie. Danach wurde das Schloss in Kooperation mit der Schloss Derneburg Museum gGmbH wieder mit der angrenzenden Domäne zusammengeführt und Schloss und Domäne wurden von Grund auf saniert, um der Hall Art Foundation als öffentlich zugängliche Ausstellungsfläche zu dienen.

## Kultur und Sehenswürdigkeiten
Sehenswürdigkeiten neben dem Schloss Derneburg sind die folgenden Einrichtungen, die unter Graf Ernst zu Münster mit Hilfe des hannoverschen Architekten Georg Ludwig Friedrich Laves geschaffen wurden:
- Teetempel Derneburg (1827) (im Volksmund). Tempelartiges Bauwerk im antiken griechischen Stil mit dorischen Säulen auf dem Donnerberg als Aussichtspunkt des Grafen Ernst zu Münster mit Kaminzimmer.
- Lavesbrücke (1838). 1992 rekonstruierte Fußgängerbrücke über die Nette mit dem „Lavesbalken“, einem Linsenträger unterhalb. Die Bauweise ermöglicht eine zierliche Brücke beim Überspannen längerer Strecken.
- Mausoleum des Grafen Ernst zu Münster (1839). Als ägyptische Steilpyramide von 10,51 m Höhe errichtet. Im Inneren befindet sich das von-Münstersche Familiengrab für den Bauherren und weitere Familienangehörige.
- Turmruine bei Astenbeck, die früher Teil der Sichtachse zum Tee-Tempel war. Heute ist die Sichtachse durch den Baumbewuchs verdeckt, der Turm ist jedoch von der Bundesstraße B 6 aus zu sehen.

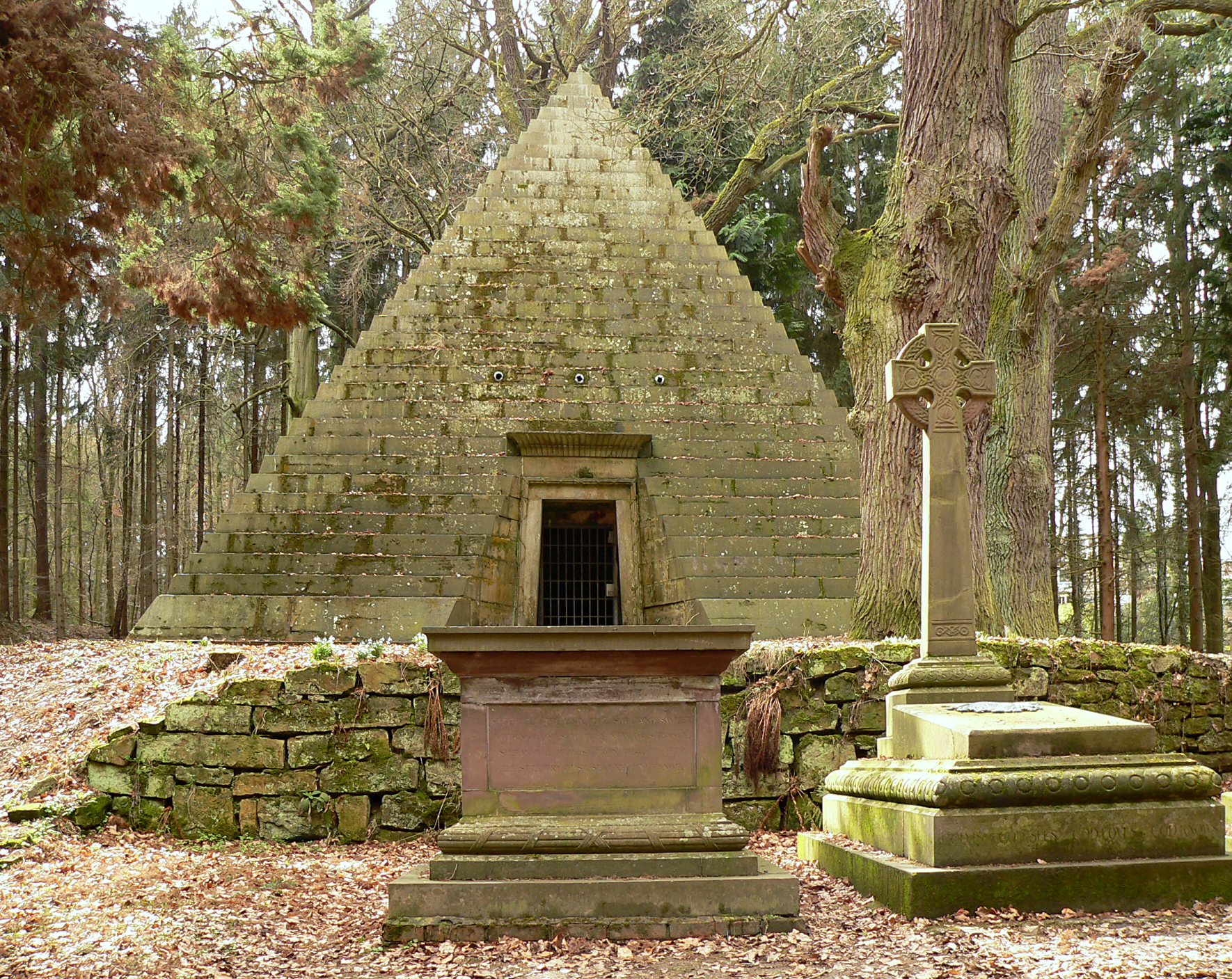
Pyramidenförmiges Mausoleum des Grafen Ernst zu Münster
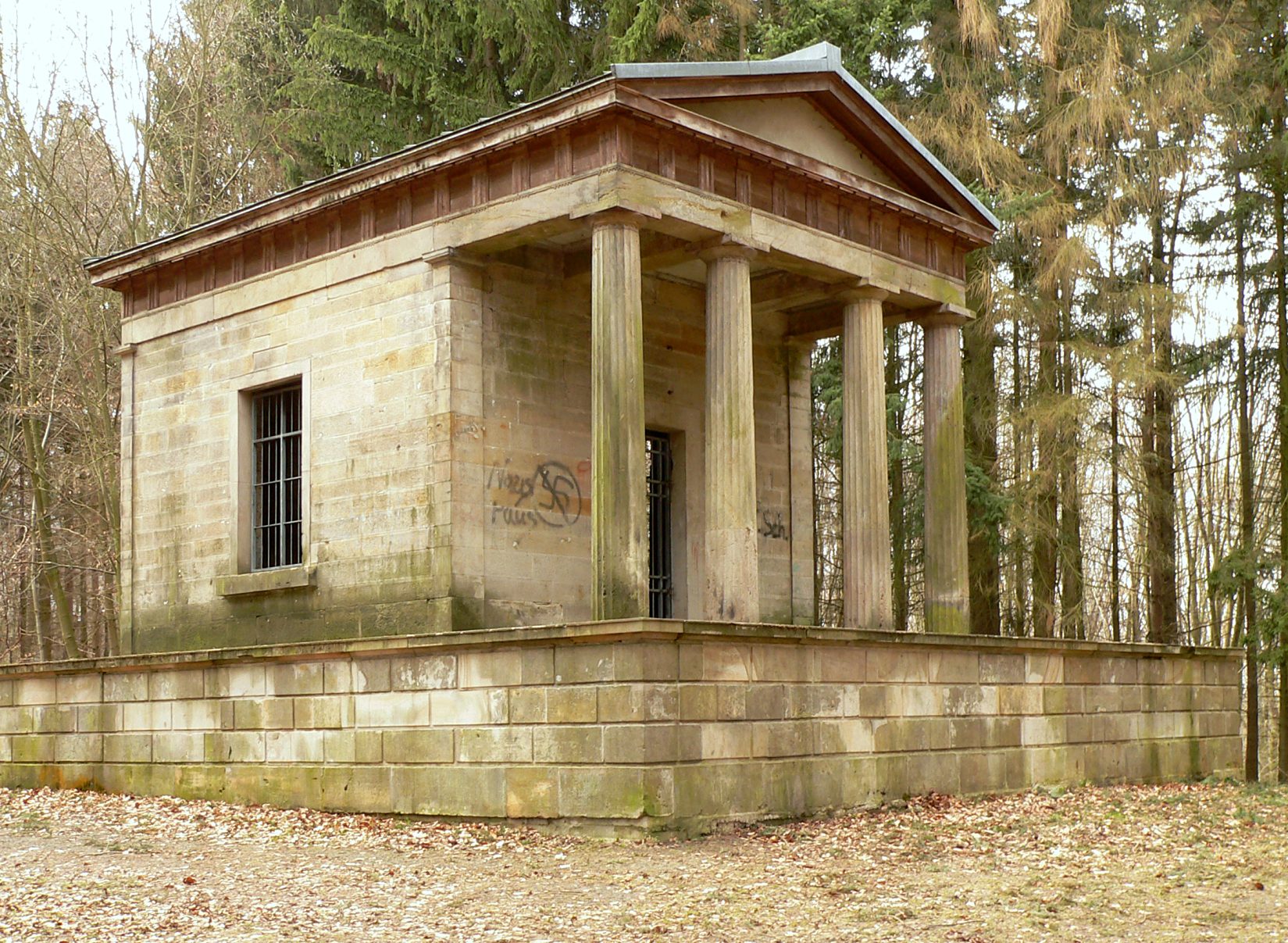
Teetempel Derneburg auf dem Donnerberg
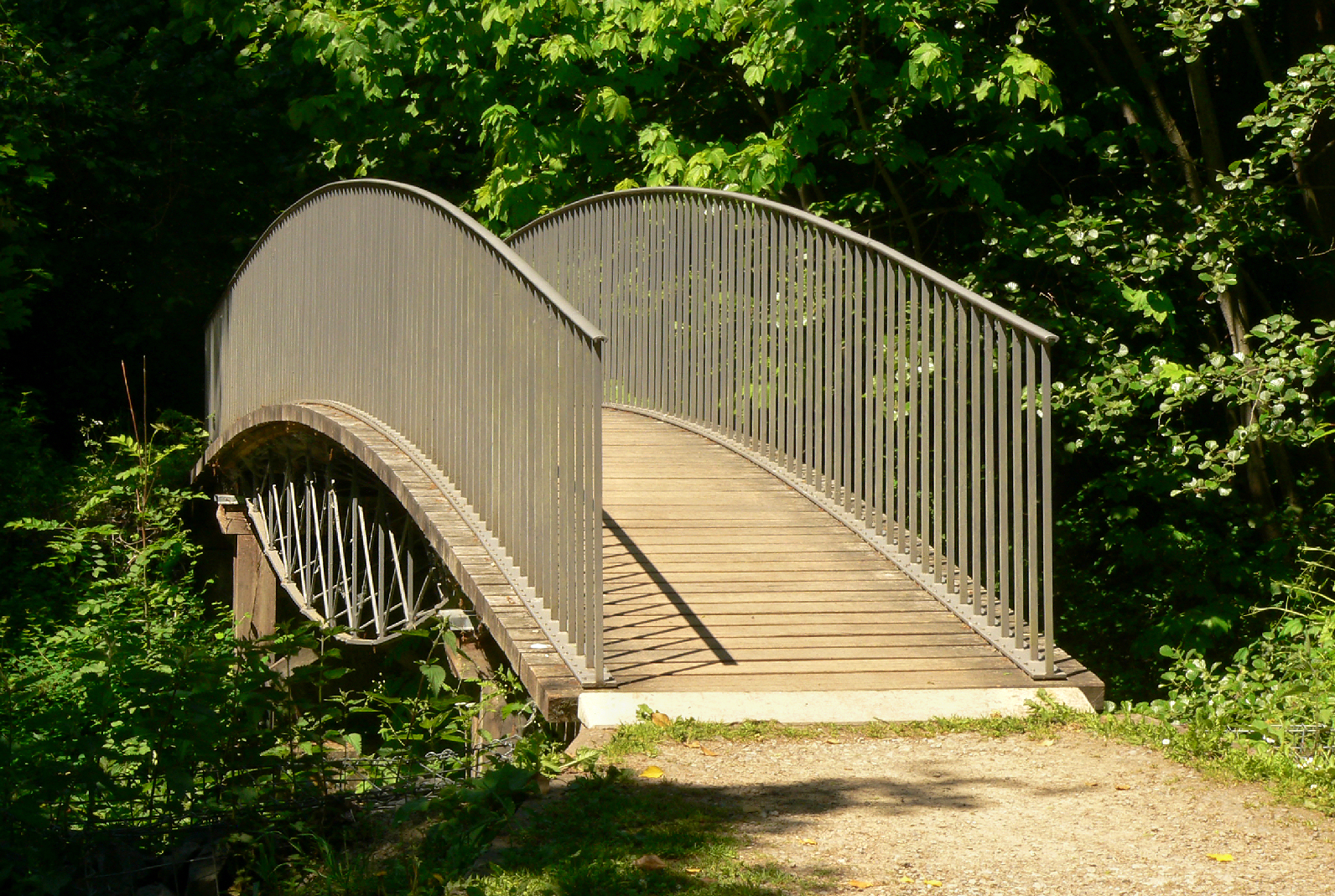
Lavesbrücke mit unterhalb liegendem Linsenträger
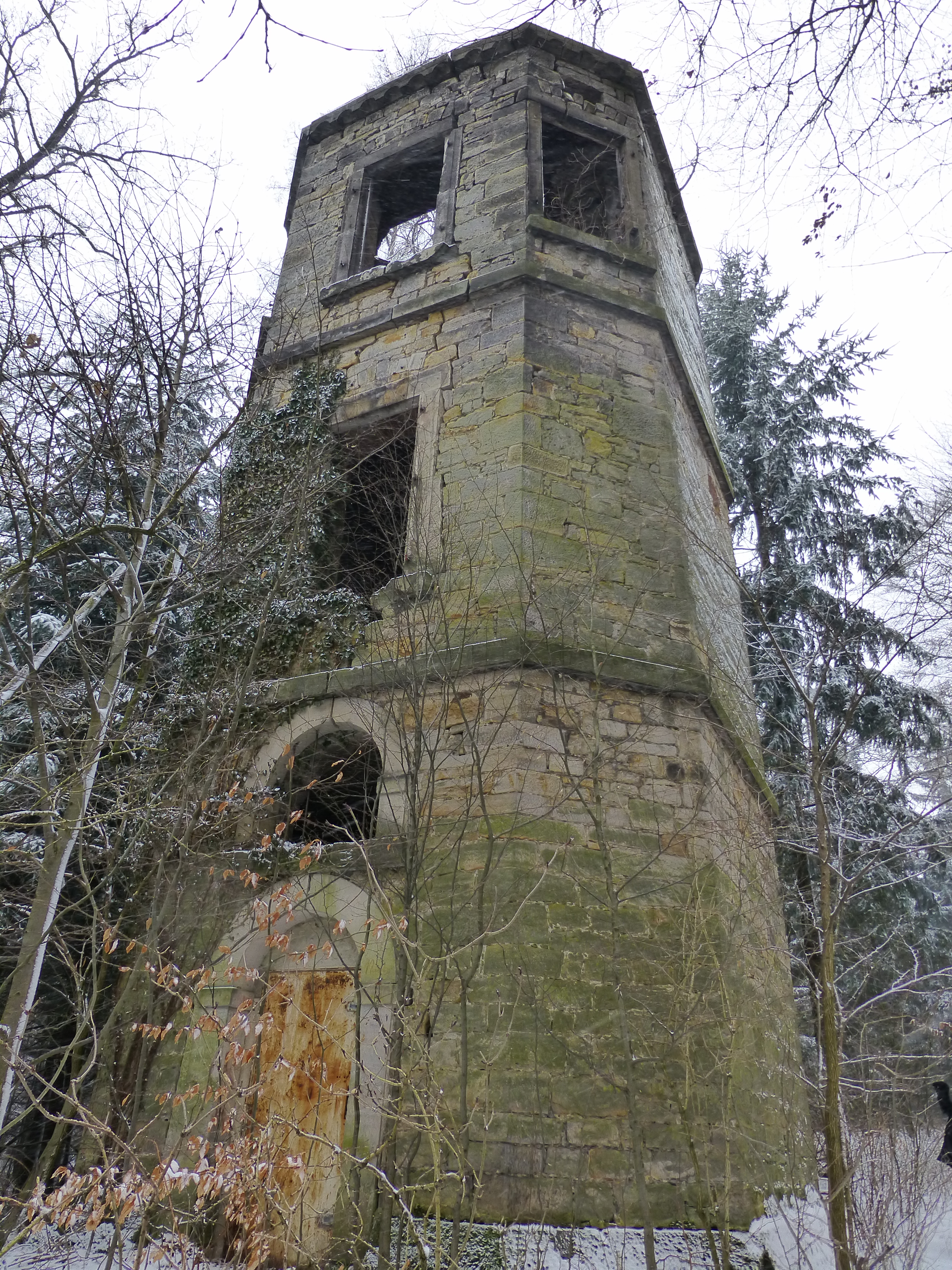
Turmruine bei Astenbeck

### Hall Art Foundation
Auf Schloss Derneburg und der dazugehörigen Domäne befindet sich eines der bedeutendsten und größten Museen für deutsche und amerikanische Gegenwartskunst nach 1945. Unterhalten wird das Museum von der Hall Art Foundation, die 2007 vom britisch-amerikanischen Kunstsammlerehepaar Christine und Andrew Hall ins Leben gerufen wurde. Sie legen besonderen Wert auf die Sammlung von Werkgruppen ausgewählter Künstler. Das Museum zeigt unter anderen Werke von Georg Baselitz, Joseph Beuys, Nicole Eisenman, Ólafur Elíasson, Eric Fischl, Anselm Kiefer, Barbara Kruger, Ed Ruscha, Julian Schnabel, Andy Warhol und Franz West.
Schloss, zugehörige Gebäude und Außenflächen im Park ermöglichen mehrere gleichzeitige Einzelausstellungen. Im Skulpturenpark finden sich Werke von Künstlern wie Tracey Emin, Antony Gormley, Jeppe Hein, Jörg Immendorff, Jonathan Meese oder Julian Schnabel. Der Gesamtkomplex befindet sich während des laufenden Betriebes im weiteren Aufbau, Ziel der Stiftung sind 10.000 m² sanierte Ausstellungsfläche.

### Lavespfad und Glashaus

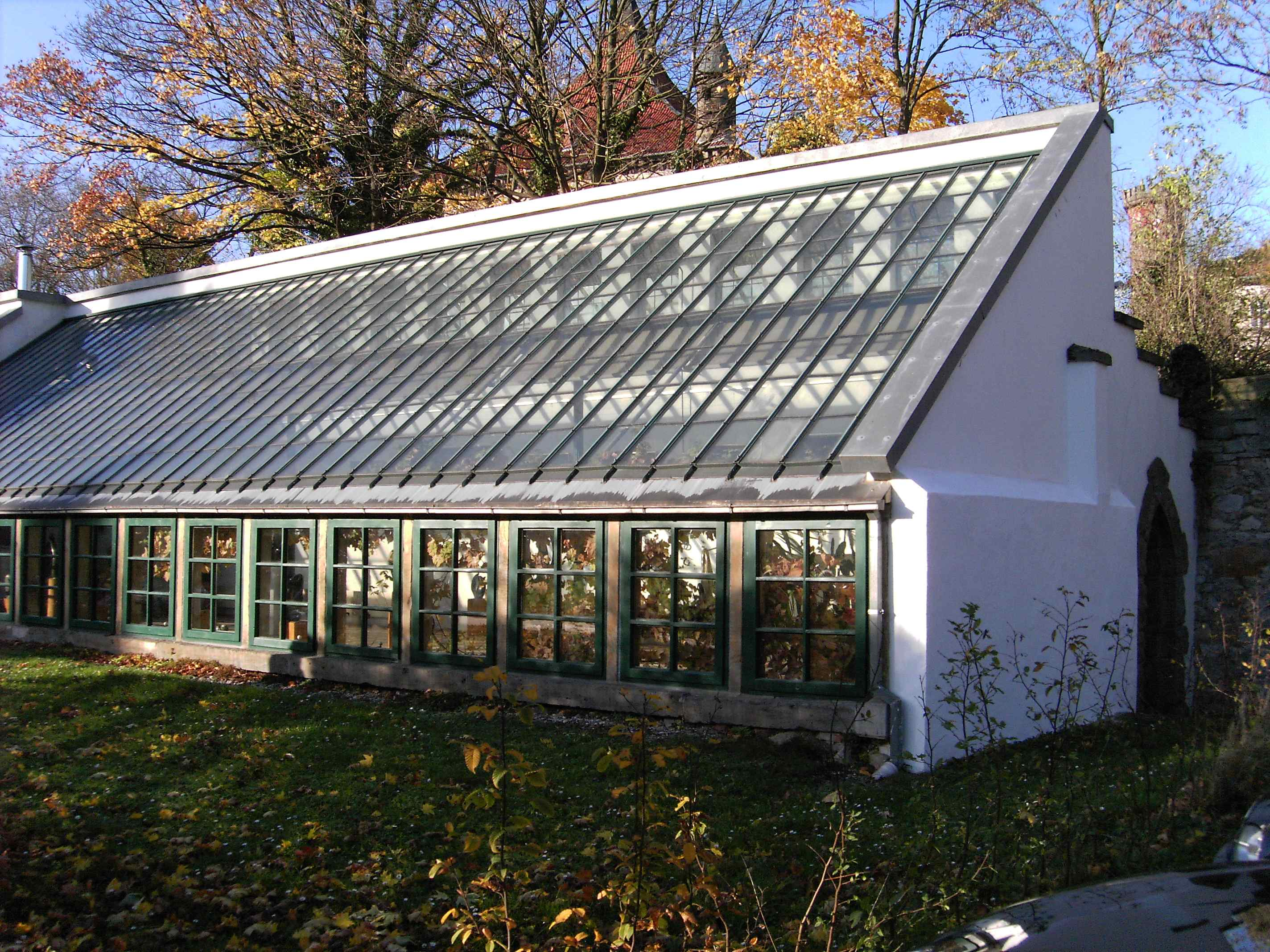
Das Glashaus

Seit 1988 verbindet der von der Gemeinde Holle angelegte, 2,5 km lange „Laves-Kulturpfad“ die historischen Bauten und Einrichtungen des Architekten Georg Ludwig Friedrich Laves. Es ist ein Rundweg, der zu Laves-Brücke, Mausoleum, Teehaus, Fischerhaus und zum Glashaus führt. Jährlich kommen etwa 20.000 Besucher nach Derneburg wegen der historischen Stätten rund um das Schloss und auf dem Lavespfad.
Eine weitere Sehenswürdigkeit ist das unmittelbar an das Schloss Derneburg angrenzende Glashaus. Das frühere Gewächshaus des Schlosses ist heute ein kultureller Veranstaltungsort.

### Landschaftspark
Als Graf Ernst Friedrich Herbert zu Münster das ehemalige Kloster Derneburg erhielt, ließ er durch den hannoverschen Architekten Laves einen Landschaftsgarten im englischen Stil um das Schloss anlegen. Dabei war er bemüht, auch Wiesen und Felder sowie landschaftlichen Nutzungen dienende Gebäude, Mühlen und Teiche in seine romantischen Gestaltungsbemühungen im heimatlichen Derneburg einzuschließen.

### Derneburger Fischteiche

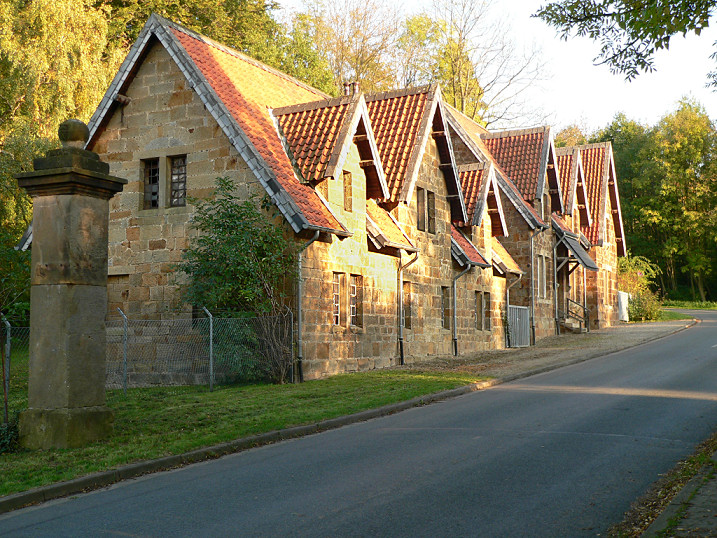
Fischerhäuser von etwa 1880

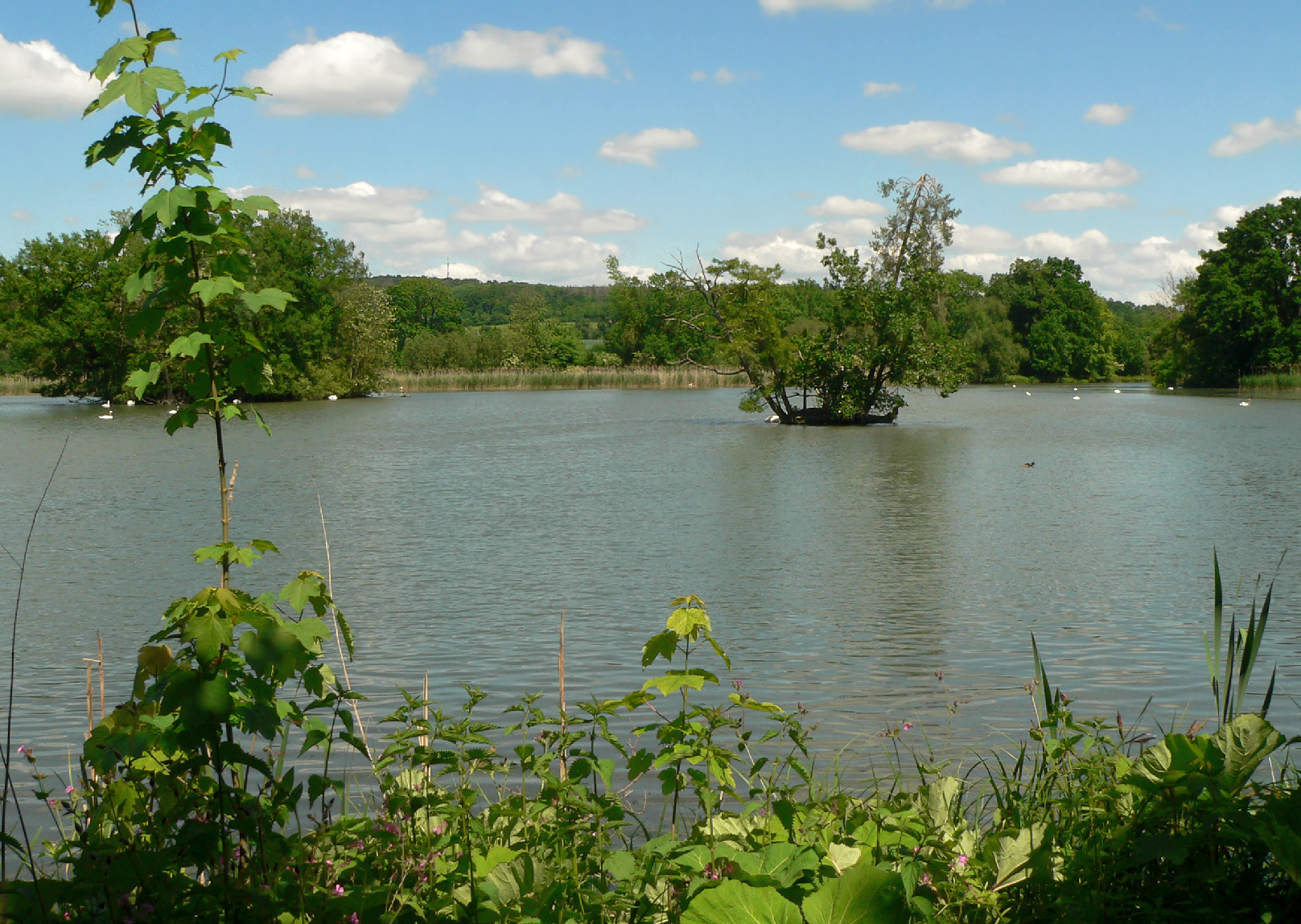
Der Mariensee der Derneburger Fischteiche

Die zur Zeit des Abtes Gottfried Arnu (1718–1766) von Zisterziensermönchen aus dem damaligen Derneburger Kloster angelegten Fischteiche gehören zum Naturschutzgebiet „Mittleres Innerstetal mit Kanstein“. Seit 1955 gehörten die Teiche zur staatlichen Domäne Derneburg und wurden ebenfalls als Fischteiche genutzt. Als die staatliche Domäne Derneburg im Jahr 2007 aufgelöst wurde, kaufte die Paul-Feindt-Stiftung für Naturschutz und Landschaftspflege die Teiche einschließlich der Wassermühle Derneburg vom Land Niedersachsen. Hier befindet sich das Kerngebiet einer binnenländischen Brutpopulation des Mittelsägers. Weitere Brutvögel sind Haubentaucher, Zwergtaucher, Schwarzhalstaucher, Graureiher, Eisvögel, Wasseramsel. Der erste erfolgreiche Brutnachweis eines Seidensängers in Deutschland fand hier 1975 statt.

### Historische Kulturlandschaft
Derneburg liegt innerhalb der 11 km² großen historischen Kulturlandschaft Ornamental Farm Söder und Derneburg, die von landesweiter Bedeutung ist. Diese Zuordnung zu den Kulturlandschaften in Niedersachsen hat der Niedersächsische Landesbetrieb für Wasserwirtschaft, Küsten- und Naturschutz (NLWKN) 2018 getroffen. Ein besonderer, rechtlich verbindlicher Schutzstatus ist mit der Klassifizierung nicht verbunden.

## Politik
Nach den Kommunalwahlen in Niedersachsen 2021 verteilen sich die fünf Sitze im Ortsrat wie folgt (in Klammern Veränderung zur Wahl 2016):
- SPD: 3 Sitze (±0)
- CDU: 2 Sitze (±0)

## Wappen
Das gekrönte „D“ des Derneburger Wappens ist dem Wappen des Abts Gottfried Arnu entnommen, unter dessen Leitung die Mönche des Zisterzienserordens das Derneburger Kloster im 18. Jahrhundert wesentlich umgestalteten.

## Verkehr
Die Nähe zu den Autobahnen 7 mit der Anschlussstelle 63 Derneburg/Salzgitter und 39 sowie zur B 6 und B 444 sorgen für eine gute Anbindung im Individualverkehr. Der Bahnhof Derneburg liegt an der Bahnstrecke Hildesheim–Goslar. Der noch befahrbare Teil der Bahnstrecke Derneburg–Seesen wird nur noch als Werksanschluss genutzt. Es stehen Busverbindungen (Regionalverkehr Hildesheim und Regionalbus Braunschweig) z. B. nach Hildesheim, Bockenem und Seesen zur Verfügung.

## Trivia
Im Jahre 2008 legte Andrew Hall, Gründer der auf Schloss Derneburg ansässigen Hall Art Foundation, den Hedgefonds Astenbeck Capital Management auf, den er nach dem benachbarten Dorf Astenbeck benannte.